# Marsch
„Marsch ist das zurücklegen von Strecken a) im Verband ... zu Fuß, zu Pferde, mit ... Fahrzeugen ...; b) durch einzelne oder mehrere  [Personen] ...; c) ...“
Der Ausdruck Marsch stammt von französisch marche, „Gang, Tritt, Wanderung“, von altfranzösisch marcher, aus altfränkisch mark, „eine Spur hinterlassen“ bzw. altniederfränkisch markōn, „kennzeichnen“, hier den Takt.
Auch ein längerer Spaziergang zu Fuß kann als Marsch bezeichnet werden.

## Marsch als militärischer Begriff

### Fußmarsch

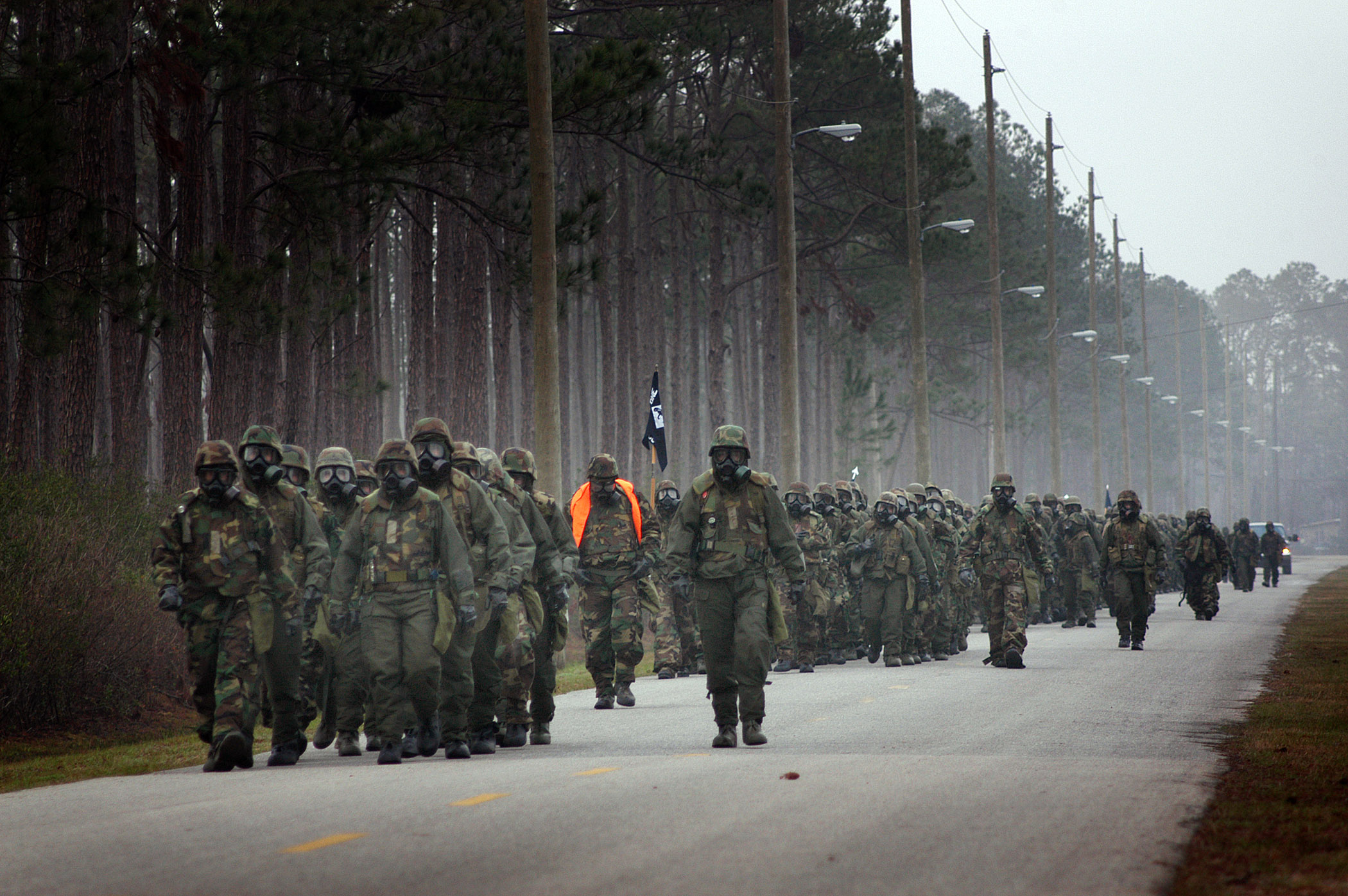
Fußmarsch eines Bataillons der US-Navy mit ABC-Schutzmasken

Zur Grundausbildung beim Militär gehören Gewöhnungsmärsche und weitere wie Eil- und Nachtmärsche. Bei Einsätzen und Manövern einer Infanterieeinheit führen die Soldaten Marschgepäck und Marschverpflegung mit.
Bei Militärparaden als Vorbeimarsch wird Marschmusik gespielt.
Auf das Kommando oder Zeichen „Marsch!“ setzen sich Soldaten oder Fahrzeuge in Bewegung.
Als Aufmarsch bezeichnet man die marschweise Verlegung von Truppen in Bereitstellungsräume, aus denen heraus in eine Übung oder ein Gefecht eingetreten werden soll.
Der Aufmarsch des Heeres an den Landesgrenzen zur Abwehr eines möglichen Angriffs wird im Zusammenhang mit der Mobilmachung bereits in Friedenszeiten intensiv geplant und vorbereitet.

### Vorbeimarsch auf Militärparaden

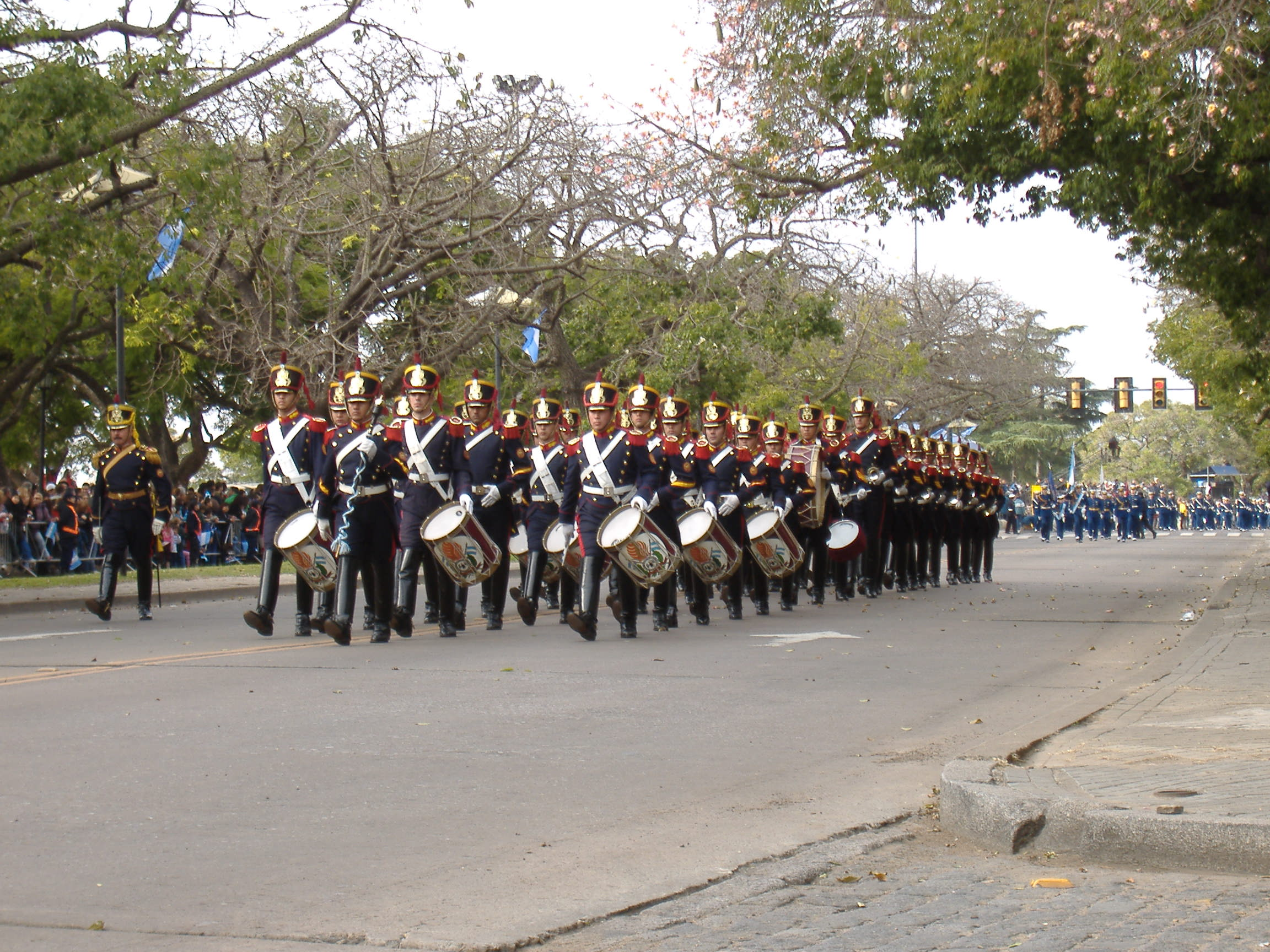
Parademarsch mit Musik, Grenadiere, Rosario (Santa Fe), Argentinien, 2006

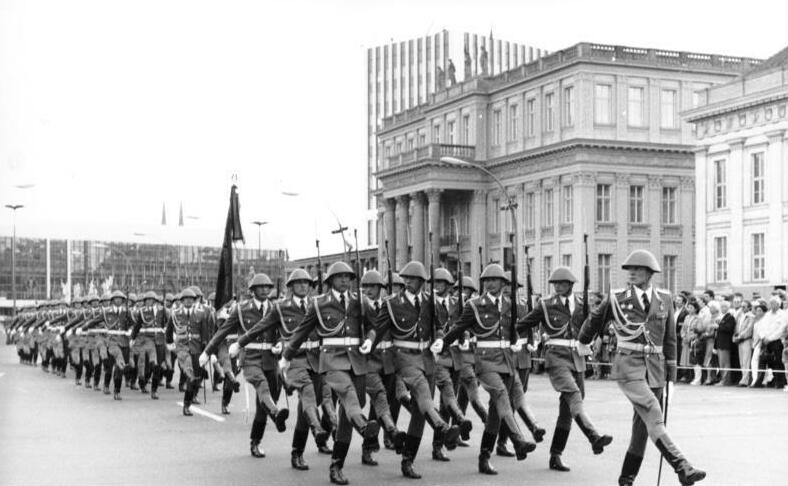
Parademarsch Wachregiment „Friedrich Engels“ der Nationalen Volksarmee, Ost-Berlin 1985

Bei Paraden erfolgt der Fußmarsch der Teilnehmer im Gleich- oder Stechschritt. Marschmusik gibt vor und unterstützt die Einhaltung der Schrittfrequenz. Die Teilnehmer befinden sich oft in geordneten Reihen oder Kolonnen. Die Marschführer grüßen beim Vorbeimarsch die Vorgesetzten oder Honoratioren, welche die Parade abnehmen.

### Schrittart und Marschtempo
Als Grundmaß des Schritts gilt die Schrittlänge. Eine Schrittlänge entspricht dem Abstand von der Ferse des linken Fußes bis zur Ferse des rechten Fußes im Augenblick des Schrittes. Ein einzelner Schritt ermöglicht keine präzise Messung der Schrittlänge. Üblich ist es, die mit zehn Einzelschritten zurückgelegte Strecke zu messen und durch zehn zu teilen.
Die Schrittfrequenz wird in Schritt pro Minute angegeben.
Es werden verschiedene Schrittarten und Marschtempi unterschieden:
- im Gleichschritt:
  - Schneller Marsch: Je nach Land, Schritt zwischen 100 und 120 Schritt/min bei Schrittlänge von 75 cm bis 100 cm (entspricht 4,5–7,2 km/h). Hierbei gilt: 100 Schritte/min sind recht langsam, fast schon an der Grenze zum Spazierengehen. Das übliche militärische Marschtempo mit leichtem Gepäck liegt bei 120 Schritten pro Minute. 140 Schritte/min (8,4 km/h) sind sehr schnell und ohne Training nicht zu erreichen.
  - Langsamer Marsch: Sehr langsamer Schritt mit 60 Schritt/min (entspricht, bei oben genannter Schrittlänge, 2,7–3,6 km/h), in der Regel nur bei feierlichen Anlässen angewandt, (entspricht keinesfalls dem zivilen Begriff Schritttempo), Abstand wie beim Schnellen Marsch.
  - Marsch mit halbem Schritt (englisch: Half Step March oder Cut the pace): Schneller Marsch mit halber Schrittlänge.
  - Laufschritt (Double March): Sehr schneller Marsch von bis zu 200 Schritt/min (entspricht, bei oben genannter Schrittlänge, 9–12 km/h)
  - Marschieren auf dem Platz (Mark Time): Marsch, der beim Verweilen auf einem Platz vollführt wird. Dabei wird das Bein in der Schrittzahl des Schnellen Marsches gehoben, das Knie bis auf Hüfthöhe angehoben, das Bein bleibt angewinkelt.
- Ohne Tritt, in Österreich Ohne Schritt (Easy March): Die Soldaten gehen in zügigem oder schnellem Tempo (Schrittart für den Eilmarsch) je nach Geländegegebenheit. Das Kommando „Ohne Tritt!“ kann oder muss gegeben werden, wenn die Marschbedingungen einen Gleichschritt nicht erlauben oder übermäßig behindern oder eine schwingungsgefährdete Brücke überquert werden soll.

## Gedenk-, Protest-, Trauermärsche

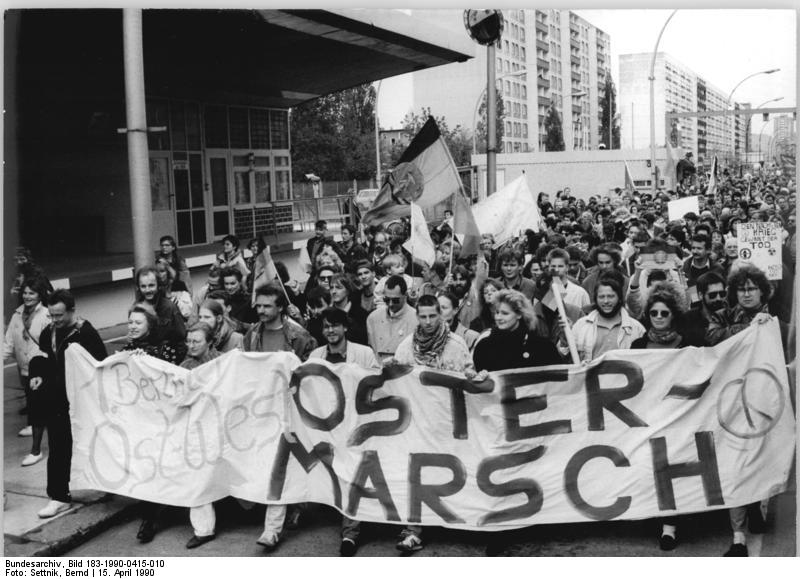
Erster gesamtdeutscher Ostermarsch, Berlin 1990

Gedenk-, Protest- oder beispielsweise Trauermärsche werden den Anlässen entsprechend durchgeführt. Gegebenenfalls sind sie  Demonstrationszüge und die Demonstrierenden gehen mehr oder weniger ungeordnet voran.
Tradition haben die seit den 1950ern stattfindenden Ostermärsche als Teil der Friedensbewegung, die sich in Teilen auf christliche Ideale, wie Gewaltfreiheit berufen.

## Bekannte historische Märsche

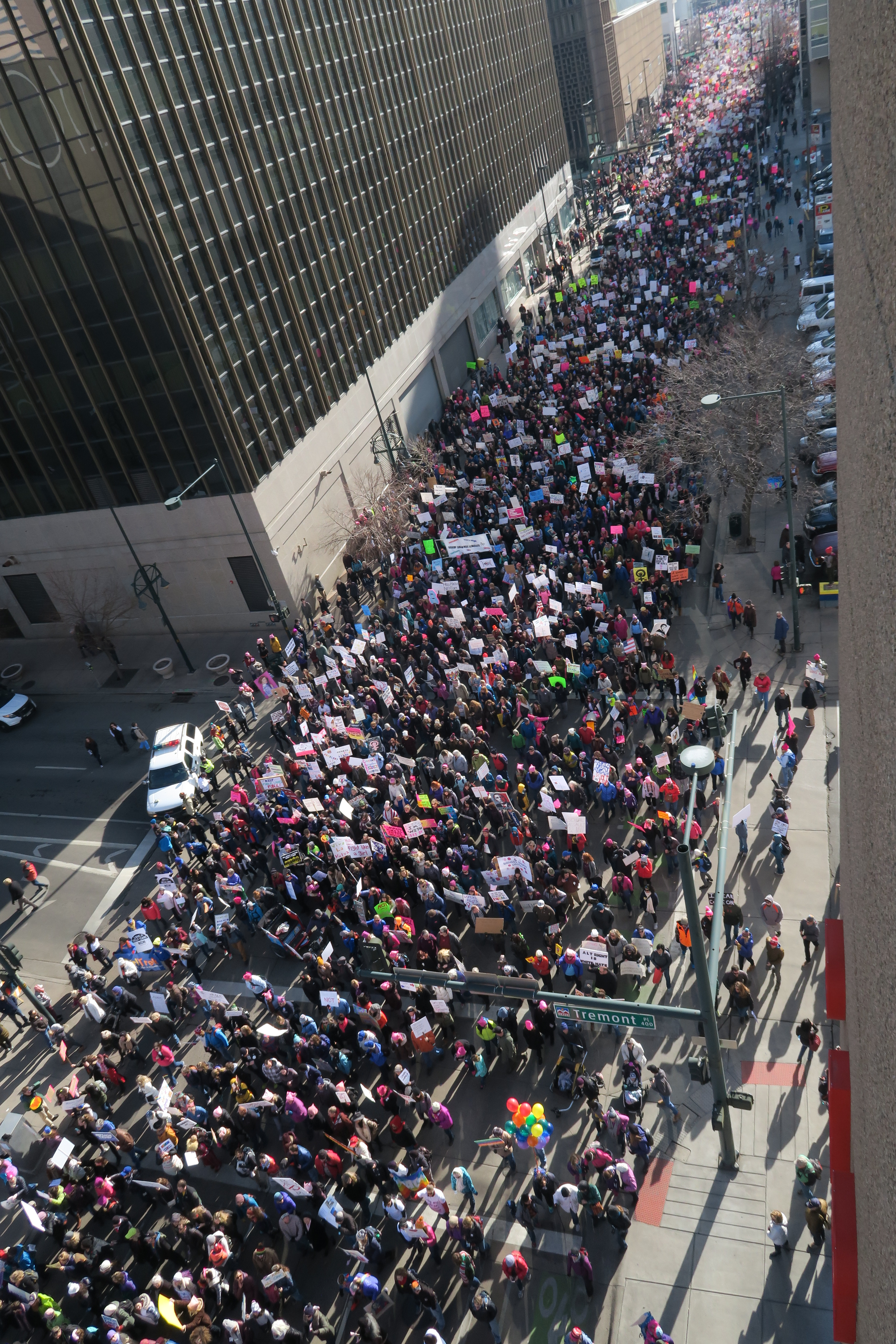
Teilnehmende des Schwestermarsches des Women’s March on Washington in Denver, Colorado am 21. Februar 2017

- Brünner Todesmarsch, Vertreibung der deutschen Bevölkerung von Brno nach dem 31. Mai 1945
- Gay Prides, z. B. March on Washington
- Gerechtigkeitsmarsch, Türkei 2017
- Grüner Marsch, Nordafrika 1975
- Marsch auf die Feldherrnhalle, 1923
- Langer Marsch, China 1934–1935
- March for Science, weltweite Bewegung und Demonstrationen seit 2017
- Marsch auf Ayodhya, Indien 1992
- Marsch auf Bern, mehrere Anlässe
- Marsch auf Rom, Italien 1922
- Marsch auf Washington für Arbeit und Freiheit, USA 1963
- Marsch der Hoffnung, Treck von Flüchtenden von Afrika über den Balkan Richtung Deutschland, August 2015
- Marsch der Lebenden, jährlich am Yom Hashoa (Holocaust-Gedenktag) im April/Mai stattfindender Gedenkmarsch in Polen vom Konzentrationslager Auschwitz zum Vernichtungslager Birkenau
- Marsch der Unzufriedenen, Russland 2005–2007
- March for Life, seit 1974 jährlich stattfindende Demonstration der Lebensrechtsbewegung in Washington, D.C.
- Olof-Palme-Friedensmarsch, DDR 1987
- March for Our Lives, Protestbewegung ausgehend von den USA infolge des Schulmassakers von Parkland in Florida am 14. Februar 2018
- Millionen-Mann-Marsch, Massenkundgebung afroamerikanischer Männer am 16. Oktober 1995 in Washington, D.C.
- Salzmarsch, Indien 1930
- Todesmarsch von Indianerstämmen auf dem Pfad der Tränen (Englisch: Trail of Tears) ab 1838
- Todesmärsche von KZ-Häftlingen, 1944–1945
- Women’s March on Washington, 2017

Weitere Beispiele (Auswahl)
- Nijmegenmarsch
- Internationaler Hürtgenwalsdmarsch[4]
- Gedenkmarsch Farge–Sandbostel
- Marc-Aurel-Marsch
- Rudolf-Heß-Gedenkmarsch
- Volksmarschtage